# Adam de Usk
Adán de Usk (en galés: Adda o Frynbuga, C. 1352-1430) fue un sacerdote galés, canonista e historiador y cronista de la Baja Edad Media. Sus escritos eran hostiles al rey Ricardo II de Inglaterra .

## Mecenazgo
Nacido en Usk en Monmouthshire (Sir Fynwy), al sureste de Gales, Adam recibió el patrocinio de Edmund Mortimer, conde de March, que heredó el señorío de Usk (Brynbuga) a través de su esposa Philippa. Mortimer animó y permitió que Adam estudiara en Oxford, donde obtuvo su doctorado y se convirtió en experto en derecho canónico .
Adam se instaló en la Universidad de Oxford como profesor de derecho. Aquí, según admitió él mismo, participó en la lucha armada en 1388 y 1389 entre los norteños y los sureños, entre los que se encontraban los galeses.
Adam abandonó Oxford y ejerció su profesión durante siete años como abogado en la corte arzobispal de Canterbury, 1390-1397, sentándose en el Parlamento de 1397. En 1399 acompañó al arzobispo y al ejército de Bolingbroke en la marcha de Bristol a Chester . Estas experiencias y su conexión con Thomas Arundel moldearon sus puntos de vista a partir de entonces. Se mostró hostil en su crónica a Ricardo II, fue miembro de la comisión designada para encontrar soporte legal seguro para su deposición y se reunió con el rey durante su cautiverio en la Torre de Londres .
Adam fue recompensado por su participación en la rendición, el encarcelamiento y la caída de Ricardo II recibiendo el Beneficio de Kemsing y Seal, y más tarde una prebenda en la iglesia de Bangor . Esto constituía un gran complemento a sus ingresos y su estatus legal profesional. No obstante, su prebenda de Llandygwydd en Cardiganshire otorgado por el colegio de Abergwili, fue impugnado por un tal Walter Jakes, alias Ampney, que lo había obtenido mediante intercambio en 1399. Los dos se enfrentaron en Westminster en noviembre de 1400, lo que dio lugar a que se presentaran cargos contra Adam y su compañía por robo en carreteras. Se desconoce el resultado, aunque pudo seguir ejerciendo como abogado.
Adán era un gran devoto de San Teilo (asociado con la Catedral de Llandaff) y de Santo Tomás, cuyo culto había sido revitalizado por las misiones dominicas en Asia.

## Roma
Sin embargo, Adán perdió el favor del rey y en febrero de 1403 abandonó Inglaterra con destino Roma, después de haber pedido perdón al rey por los hechos de Westminster, siendo perdonado en enero de 1403. Allí Adam se dio cuenta de que podía impresionar a otras personas influyentes. Una vez en Roma conoció a los Papas Bonifacio IX e Inocencio VII, quienes quedaron lo suficientemente impresionados como para ofrecerle obispados ingleses en 1404. Más tarde fue nombrado sucesivamente para las sedes de Hereford y St David, pero no pudo obtener posesión de ninguna de ellas. El antipapa Benedicto XIII también lo nominó para Llandaff.
Acontecimientos fuera de su influencia o control se hicieron cargo. La rebelión de Owain Glyndŵr estaba envolviendo a Gales y centrando la atención de Inglaterra. En el verano de 1405, los disturbios arrasaron Roma, y el Papa fue expulsado de la ciudad en agosto, dejando a Adán abandonado y lejos de casa, sin mecenas y gravemente enfermo, posiblemente a causa de su situación. Adán abandonó Roma en junio de 1406 y se dirigió a Brujas . Desde allí, siguió con atención los acontecimientos en Gales e Inglaterra y desarrolló nuevamente su labor jurídica, esta vez en Francia y Flandes . Escuchó los planes de Henry Percy, primer conde de Northumberland, para derrocar a Enrique IV, pero evitó hábilmente cualquier implicación, implicación o compromiso con cualquiera de las partes.
En 1408, Adam estaba listo para regresar a Gales, desembarcó en Barmouth y esperaba asegurarse el señorío de Powis, entonces en poder de Edward Cherleton, cuya dote de su primera esposa incluía el señorío de Usk. Adam vivió bajo la protección de Cherleton durante algunos años en esta época, como un pobre capellán en Welshpool .

## Legado
En marzo de 1411, Adán recibió el perdón real, lo que debería haber marcado su regreso a la influencia. Sin embargo, en 1414 murió Thomas Arundel, uno de sus mecenas más poderosos. Adam pasó el resto de su vida y su carrera en relativa oscuridad. En 1423 era titular de la iglesia de St Cybi, Llangybi, Monmouthshire, cerca de su lugar de nacimiento. Murió en 1430 y fue enterrado en la iglesia del priorato de Usk, donde todavía se puede ver su epitafio, compuesto en metro cywydd galés. Su testamento, también conservado, incluye legados a la catedral de Llandaff y a los conventos de Newport y Cardiff, así como a individuos que llevan nombres galeses. Hace un legado a su albacea y otro a un pariente, un tal Edward ab Adam, un regalo bastante revelador: la propia copia de Adam del Polychronicon de Ranulf Higden, tal vez su propia inspiración cuando era niño. Con él debió dejar el material que formó su crónica hasta 1421, que sería puesta por escrito veinte años después.
Esta crónica es su principal legado, ya que proporciona detalles contemporáneos sobre acontecimientos en Gales, Inglaterra y el extranjero y la visión de la vida de un hombre educado que se movió por las altas esferas de la época. Conoció a reyes y papas, hizo una crónica de la revuelta de los campesinos (la crónica comienza con una descripción de Jack Straw) y de la visita navideña del emperador bizantino Manuel II Palaiologos a Ricardo II, vivió en varias ciudades y pueblos, pero a menudo estaba en movimiento. Observador de la naturaleza desde su juventud, Adam queda impresionado por la belleza del lago de Lucerna y la calidad del vino de Beaune, pero saca una conclusión pesimista sobre el comportamiento nocturno de la población canina de Roma. Ofreció una interpretación útil de la historia de su época. La crónica arroja especial luz sobre la revuelta de Owain Glyndŵr.
La Crónica sobrevive en un solo manuscrito. En algún momento, el cuadernillo final se separó del manuscrito. Fue descubierto en 1885 en el castillo de Belvoir, donde permanece. El manuscrito principal se encuentra en la Biblioteca Británica (Add. MS 10104).
Su crónica latina de la historia inglesa de 1377 a 1421 fue editada y traducida por Edward Maunde Thompson para la Royal Society of Literature, como Chronicon Adæ de Usk .

## Otras lecturas
- Steven Justice, El secreto de Adam Usk (2015)